# Цернолево
Церноле́во (также Црнолево, Црно Лево; алб. Cernaleva; серб. Црнолево / Crnolevo) — село в северо-восточной Албании. Входит в состав общины Шиштевец округа Кукес. Село расположено в албанской части исторической области Гора, жители села — представители исламизированной южнославянской этнической группы горанцев. Помимо села Цернолево горанцы в Албании живут также в сёлах Борье, Запод, Кошариште, Оргоста, Орешек, Очикле, Пакиша и Шиштевец.
Рядом с селом Цернолево (к юго-востоку) расположено горанское село Орешек.

## История
После второй Балканской войны 1913 года часть территории Горы, на которой расположено село Цернолево, была передана Албании. В 1916 году во время экспедиции в Македонию и Поморавье село посетил болгарский языковед Стефан Младенов, по его подсчётам в селе в то время было около 55 домов.
Согласно рапорту главного инспектора-организатора болгарских церковных школ в Албании Сребрена Поппетрова, составленному в 1930 году, в селе Цернолево насчитывалось около 60 домов.